# 雅江乌头
雅江乌头（学名：Aconitum yachiangense）为毛茛科乌头属下的一个种。

## 扩展阅读
- 維基物種上的相關：雅江乌头